# Гаудемунда
Гаудемунда, в католицькому хрещенні Софія (лит. Gaudimantė, лат. Gaudemunda; нар. 1257–67 — пом. межи 1288 та 1291) — єдина дочка Тройдена, великого князя литовського, бабуся галицько-волинського володаря Юрія ІІ Болеслава.   

## Життєпис
Язичницьке ім'я дівчини віднаходиться лишень у Краківському францисканському рочникові (пол. Rocznik Franciszkański Krakowski) кінця XIII століття й належить до старобалтських двохосновних ймень, які сягають праіндоєвропейських давен. Континуанта *gud- пов'язана з лит. gauti «здобувати, одержувати» та gaudyti «ловити», тоді як *mant- співвідноситься з лит. manta «рухоме майно, (військова) здобич». Християнське ж імено відоме з оповіді польського хроніста XV ст. Яна Длугоша, яке він, схоже, почерпнув із якогось втраченого мазовецького рочника. Деякі дослідники ХІХ сторіччя хибно називали княжну Пшеціславою, ймовірно, поплутавши зо свекрухою, — Переяславою Данилівною.        
1279 року дівчина вийшла заміж за мазовецького князя Болеслава II Земовитовича, урочистості пройшли в Плоцьку. Це був перший польсько-литовський династичний шлюб і він мав на меті спинити литовські напади на Мазовію й посприяти налагодженню торгівлі.  
Остання згадка про Гаудемунду-Софію відноситься до 1288 року. 
У 1291 Болеслав вже одружився вдруге з Кунегундою, дочкою чеського короля Пшемисла-Оттокара II. Один з синів Софії на честь діда був названий Тройденом.

### Діти
- Земовит II (1283—1345) — князь варшавський, равський і ломжинський.
- Тройден I (1284/1286—1341) — князь черський і варшавський.
- Анна — дружина легницького князя Владислава.